# Gare multimodale de Bettembourg
Ne doit pas être confondu avec Gare de triage de Bettembourg.
La gare multimodale de Bettembourg ou « terminal intermodal - EuroHub Sud », est un terminal de transport combiné rail-route situé à Bettembourg, au  Luxembourg.

## Situation ferroviaire
La gare multimodale de Bettembourg est située sur la ligne 6, au sud de la gare de Bettembourg et de la bifurcation avec les lignes 6a et 6b. La gare multimodale est située à côté de la gare de triage de Bettembourg.

## Histoire
Le premier terminal combiné de Bettembourg est mis en service en 1979, au nord-ouest de la gare de triage de Bettembourg, et accessible via la ligne 6b puis l'embranchement de la zone industrielle Wolser en rebroussant ; outre cette manœuvre d'accès peu pratique d'un point de vue exploitation, le terminal est arrivé à saturation au XXIe siècle.
La construction du nouveau terminal intermodal a débuté le 2 mars 2014 et s'est accompagnée par la renaturalisation du ruisseau des Quatre Moulins, autrefois canalisé, bien que le ruisseau conserve des sections souterraines sous la gare multimodale.
Les terrassements ont nécessité de déplacer 500 000 m3 de terre et la réalisation de fondations profondes afin que les installations ne s'affaissent pas.
La construction des accès routiers a nécessité l'élargissement du pont de l'autoroute A13 afin qu'il supporte aussi la nouvelle route desservant la gare et le centre logistique. D'un point de vue ferroviaire, sept aiguillages et 5,6 km de voies ont été posées.
La construction s'est achevée le 19 juin 2017 et le site a été inauguré le 8 juillet 2017.
La fin de la construction des accès routiers s'est achevée en octobre 2018 avec la pose d'un pont pour la route nationale 39 au-dessus des voies le long de l'autoroute A13 pour l'accès depuis l'est.
L'ancienne gare multimodale est reconvertie en centre routier, relié à la nouvelle gare par un pont, ainsi qu'un atelier de maintenance pour wagons.

## La gare multimodale
Le site occupe une superficie de 33 hectares et compte quatre voies ferrées de 700 mètres chacune. La gare assure à la fois la fonction de terminal de transport combiné et de gare terminus de l'autoroute  ferroviaire vers Perpignan.
Ses autres caractéristiques majeures sont la présence de deux portiques de manutention, de deux grues de type « stacker », une capacité de stockage de 3 425 EVP (soit 3 425 conteneurs) et 840 places de parking pour camions.
Le système Modalohr est utilisé, sur les deux voies dédiées à l'autoroute ferroviaire, pour le chargement des camions sur les wagons plats.
Il y a cinq bâtiments techniques sur le site :
- le poste de commande centralisé (PCC) ;
- la « gate entrée », composée de six voies où les routiers s'enregistrent, incluant une « gate gabarit » servant à contrôler poids, gabarit et cargaison des camions ;
- le « photogate », portique placé à l'entrée du site photographiant tous les véhicules entrants et sortants ;
- une station d'air comprimé alimentant les plates-formes du terminal, ainsi que la gare de triage de Bettembourg pour les essais de freins où elle a remplacé l'installation existante ;
- un atelier de maintenance.

Il y a trois bâtiments administratifs, accueillant notamment CFL Multimodal et un bureau de l'administration des douanes et accises. CFL Multimodal dispose d'un entrepôt central de 30 000 m2 à l'écart du site, au sud-est du triage.